# Johann-Georg Jaeger

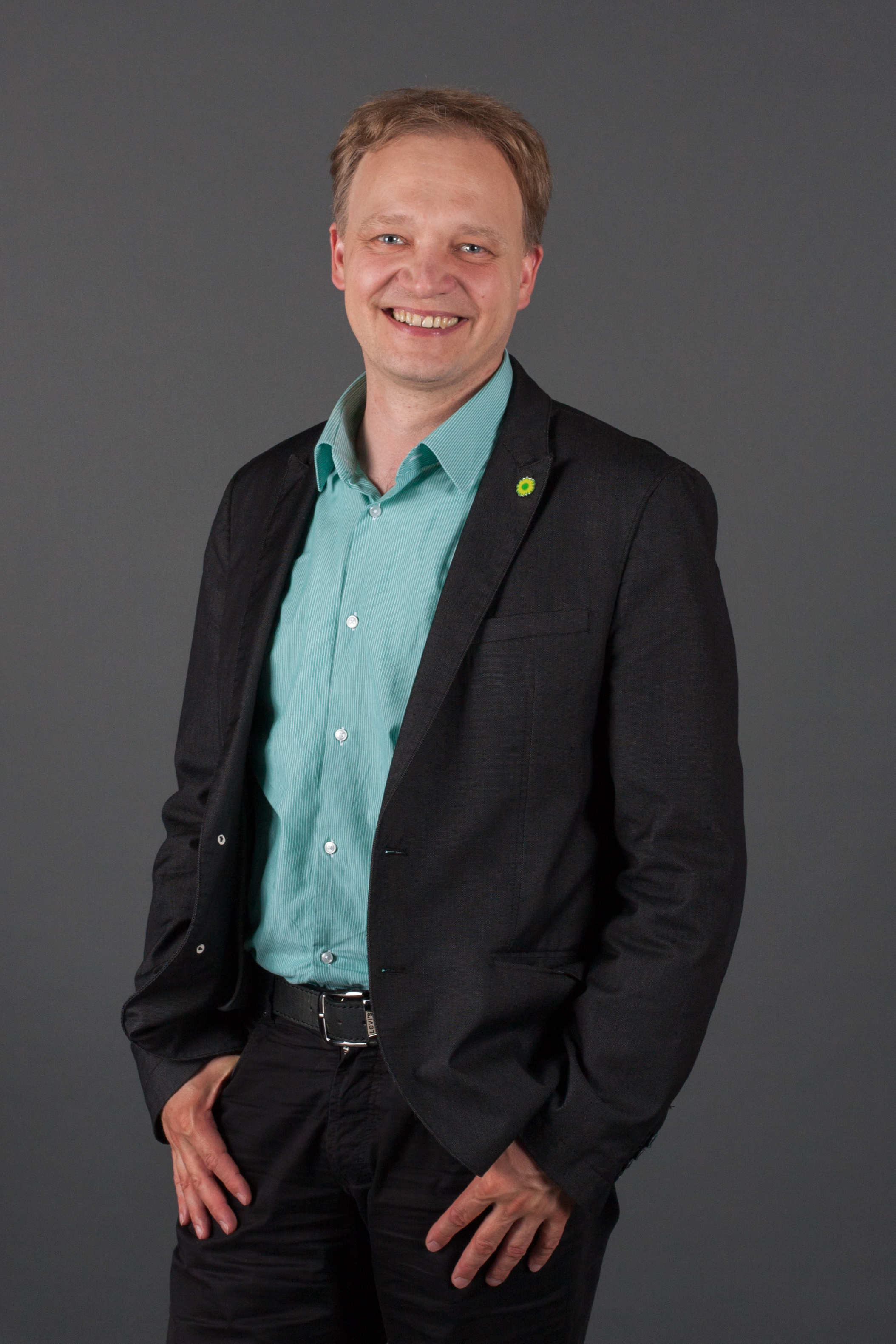
Johann-Georg Jaeger, 2013

Johann-Georg Jaeger (* 22. Oktober 1965 in Ludwigslust) ist ein deutscher Politiker der Grünen. Er war von 2011 bis 2016 Abgeordneter im Landtag von Mecklenburg-Vorpommern und parlamentarischer Geschäftsführer seiner Fraktion sowie von 2016 bis 2018 Vorsitzender des Landesverbandes der Grünen Mecklenburg-Vorpommern.

## Privatleben
Jaeger ist der Sohn des Pfarrers Joachim Jaeger, der seinem Sohn in Erinnerung an seine eigene Geburtsstadt Johanngeorgenstadt den Vornamen Johann-Georg gab.
Johann-Georg Jaeger machte 1984 in Nordhausen das Abitur und leistete seinen Wehrdienst bei der NVA als Bausoldat ab. Anschließend war er ein Jahr lang Hilfsdachdecker in Leipzig und wollte eine Ausbildung zum Dachdecker machen, entschied sich dann aber für ein Studium der Theologie, das er 1987 an der Universität Rostock begann. Er unterbrach das Studium mehrfach, unter anderem war er für die Arbeit am Runden Tisch vom Studium freigestellt. Er beendete das Studium 1999 ohne Abschluss.
Jaeger arbeitet als Projektentwickler im Bereich Erneuerbare Energien. Er ist Betreiber einiger Windkraftanlagen.
Jaeger ist Vater von vier Kindern.

## Politik
1989/90 war Jaeger Mitgründer des Neuen Forums in Rostock, Delegierter für den Bezirk Rostock in den Republiksprecherrat des Neuen Forums und saß für das Neue Forum am Runden Tisch des Bezirkes.
Seit 1999 war er Mitglied der Bürgerschaft in Rostock. Er arbeitete dort im Hauptausschuss und Bauausschuss und war seit 2006 Fraktionsvorsitzender. Im März 2012 kündigte er an, sein Mandat zum April niederzulegen, um sich ganz seiner Arbeit als Landtagsabgeordneter widmen zu können.
Seit 2000 ist Jaeger Sprecher des Kreisvorstandes von Bündnis 90/Die Grünen. Er war von 2000 bis 2006 Vorstandsmitglied des Landesverbandes und von 2002 bis 2004 Landesvorstandssprecher (Landesvorsitzender).
Bei der Landtagswahl im September 2011 wurde Jaeger über Listenplatz vier in den Schweriner Landtag gewählt. Er war parlamentarischer Geschäftsführer der Landtagsfraktion, Mitglied im Ausschuss für Energie, Infrastruktur und Landesentwicklung sowie Sprecher der Fraktion für Verkehr, Energie, Klima, Atompolitik, Kirche und interreligiösen Dialog.
Seine Schwerpunkte sind Wirtschafts- und Energiepolitik. Er ist Aufsichtsratsmitglied der Stadtwerke Rostock, Mitglied des Vorstandes der Stiftung „Neues Forum“, der Stiftung „Ökumenische Stiftung für Schöpfungsbewahrung und Nachhaltigkeit“ sowie des Landesvorstands des Bundesverbandes Windenergie in Mecklenburg-Vorpommern.
Am 15. Oktober 2016 wurde Jaeger zum Landesvorsitzenden der Grünen in Mecklenburg-Vorpommern gewählt und trat an der Seite von Claudia Müller die Nachfolge von Andreas Katz an. Im Oktober 2018 schied er aus diesem Amt, nachdem er nicht erneut kandidierte.
2021 rückte er für Harald Terpe wieder in die Rostocker Bürgerschaft nach.